# Berini (merk)

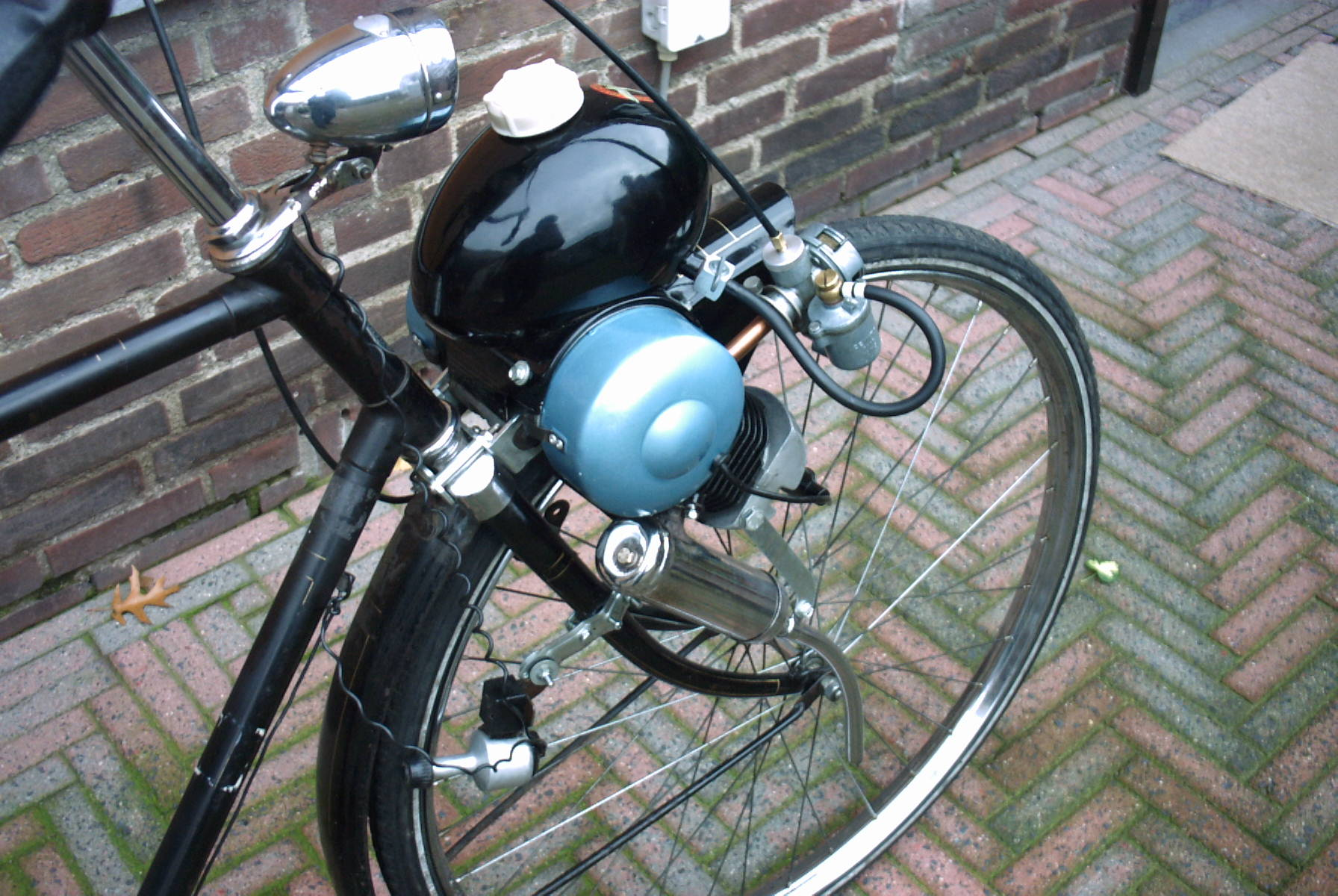
Wereldberoemd (in Nederland): Het Berini M13 "eitje"
(foto: Hans de Waal)

Berini (Motorenfabriek Pluvier NV, Rotterdam) is een historisch Nederlands bromfietsmerk, ook bekend vanwege de clip-on motortjes. Het bedrijf werd opgericht in december 1949 te Den Haag. Het idee was afkomstig van de Solex bromfiets, maar de oprichters wilden dat hun model op elke stevige fiets zou passen. De naam was afgeleid van de voornamen van de oprichters BErnard Neumann, RInus Bruynzeel en NIco Groenendijk.
Omdat de bedrijfsnaam Italiaans klonk, wekte het bedrijf in het begin de indruk een Italiaans product te leveren, omdat dat beter zou verkopen.
De eerste Berini had een 25,7cc clip-on motor die vanwege het eivormige tankje wat er op zat ook wel "het Berini-eitje" genoemd werd. De motor werd gebouwd op basis van uit Duitsland mee gebrachte tekeningen, door Bernard Neumann een ingenieur van DKW, die in het kader van de herstelbetalingen tewerk was gesteld bij Hart Nibbrig & Greeve  van een bromfiets waarbij de motor in het achterwiel zat. Dit was niet praktisch en men besloot de motor boven het voorwiel te zetten. Twee aan elkaar gesoldeerde DKW-koplampen vormden de tank die daardoor zijn eivorm kreeg. Toch ging de “achterwielmotor” niet verloren. Dit zou later de Cyclemaster worden. Door het succes van deze eerste Berini ging de firma Pluvier ook een 32- en 48cc-versie maken.
In 1950 verhuisde het bedrijf naar de Sluisjesdijk in Rotterdam. In die tijd maakte men met 80 werknemers ongeveer 180 Berini's per dag. In 1955 verscheen de eerste Berini-bromfiets, waarbij het frame als brandstoftank diende. De bromfiets werd als M21 (één versnelling) of als M22 (twee versnellingen) geleverd. De PTT gebruikte de Berini M21; dit model was verlengd en er zat een vastgelaste bagagedrager op voor de zware posttassen.
Door onenigheid tussen Hart Nibbrig & Greeve en Pluvier (de toenmalige aandeelhouders, waaronder Stokvis) kwamen de Berini-bromfietsen in 1956 ook onder de naam Pluvier op de markt. Eind 1958 presenteerde men de Speedomatic, een innovatief systeem dat vanaf 4000 toeren de gasschuif steeds verder sloot zodat de maximale snelheid van 38 km/uur niet overschreden kon worden.
De vraag naar Berini brommers was zó groot dat de directie op zoek ging naar een extra vestigingsplaats. In 1960 besloot men een fabriek te bouwen in Emmen. Maar vanaf de opening in 1961 waren er organisatorische problemen, zowel in de fabriek zelf als bij de bevoorrading ervan vanuit Rotterdam. In juni 1962 kregen 27 mensen ontslag aangezegd in de fabriek. Twee jaar bestond de Emmense bromfietsfabriek, in februari 1963 ging ze weer dicht. Alles bij elkaar kostte dit avontuur zeven miljoen gulden.
In 1964 viel uiteindelijk het doek voor Berini als bromfietsfabrikant. De Pluvier fabriek ging failliet. Naast interne logistieke problemen, was dit mede door de opkomst van vele andere modellen reden tot het sluiten van de fabriek. De inboedel werd opgekocht door de Anker Kolen Maatschappij. Deze maakte de motoren en Gazelle maakte de frames. Zo werd onder meer de Berini M48 nog vele jaren geproduceerd. Vanaf de jaren zeventig werden de Berini bromfietsen voorzien van zowel Anker als Suzuki motoren. De Berini modellen werden ook gemaakt voor Union, Sparta, Locomotief en Simplex.
In 1981 werd het merk verkocht naar Zuid-Korea. Daar produceerde men ruim 15 jaar lang Berini bromfietsen voor de lokale markt.
Rond het jaar 1999 kwam de merknaam Berini per toeval weer in Nederlandse handen en sindsdien rolt er vanuit een fabriek in China een geheel nieuwe generatie "Berini-scooters" van de band, voorzien van Chinese 50cc motoren die zijn gebaseerd op de GY6 viertaktmotor. Klinkende modelnamen als 'Bella Milano' en 'Dolce Vita' (modellen 2009) moeten de suggestie van een band met Italiaans design, waarmee men het merk ooit begonnen was, levend houden. Daarnaast biedt de importeur de retroscooters 'Eagle Wings' en 'Classic' aan.